# Tetraglenes breviceps
Tetraglenes breviceps är en skalbaggsart som beskrevs av Hermann Julius Kolbe 1894. Tetraglenes breviceps ingår i släktet Tetraglenes och familjen långhorningar.
Artens utbredningsområde är Kenya. Inga underarter finns listade i Catalogue of Life.